# شهرستان قرچک
شهرستان قرچک یکی از شهرستان‌های استان تهران است که به مرکزیت شهر قرچک و از ترکیب بخش مرکزی شامل دهستان‌های ولی‌آباد و قشلاق جیتو با انتزاع از شهرستان ورامین ایجاد شد.

## تقسیمات کشوری
بخش‌ها
- بخش مرکزی

شهرها
- قرچک
- زیباشهر
- باقرآباد

دهستان‌ها
- دهستان ولی‌آباد
- قشلاق جیتو

روستاها
- قشلاق مشهدی ابوالحسن
- قشلاق مشهدی محمد
- محمدآباد
- داودآباد
- امین‌آباد
- ولی‌آباد
- رستم‌آباد
- رضی‌آباد
- محمودآباد طباطبائی
- صالح‌آباد
- قشلاق جیتو

## ورزش
باشگاه فوتسال شهید منصوری قرچک یکی از باشگاه‌های فعال فوتسال در ایران است. این تیم هم‌اکنون در لیگ برتر فوتسال ایران که بالاترین سطح فوتسال در ایران می‌باشد، به رقابت با دیگر تیم‌ها می‌پردازد. بازی‌های خانگی شهید منصوری و تمرین‌های تیمی در سالن ۷ تیر قرچک که متعلق به
اداره ورزش و جوانان شهرستان قرچک می‌باشد برگزار می‌شود با شگاه مقاومت قرچک که در رده بزرگسالان و امید در لیگ دسته دو کشور فعالیت می‌نماید و از سال ۱۳۹۲ به جمع خانواده ورزش شهرستان وارد شده‌است.